# Arshad Nadeem
Arshad Nadeem (en urdu: ارشد ندیم‎; Khanewal, 2 de enero de 1997) es un deportista pakistaní que compite en atletismo.
Participó en los Juegos Olímpicos de París 2024, obteniendo una medalla de oro en la prueba de lanzamiento de jabalina. Ganó una medalla de plata en el Campeonato Mundial de Atletismo de 2023, en la misma prueba.
Fue el abanderado de Pakistán en la ceremonia de apertura de los Juegos Olímpicos de París 2024 junto con la nadadora Jehanara Nabi.
En 2023 fue condecorado con el Orgullo de Actuación de Pakistán.

## Palmarés internacional
| Juegos Olímpicos   | Juegos Olímpicos   | Juegos Olímpicos | Juegos Olímpicos |
| Año                | Lugar              | Medalla          | Prueba           |
| ------------------ | ------------------ | ---------------- | ---------------- |
| 2024               | París (Francia)    | Medalla de oro   | Jabalina         |
| Campeonato Mundial |                    |                  |                  |
| Año                | Lugar              | Medalla          | Prueba           |
| 2023               | Budapest (Hungría) | Medalla de plata | Jabalina         |